# Branko Vukićević
Branko Vukićević, född 18 september 1961 i Belgrad, dåvarande Jugoslavien, är en jugoslavisk basketspelare som tog tog OS-brons 1984 i Los Angeles. Detta var Jugoslaviens tredje medalj i rad i basket vid olympiska sommarspelen.